# چوا بونهوا
چوا بونهوا (انگلیسی: Chua Bonhuaa؛ ۱۹۲۰ – ۲۰ فوریه ۱۹۷۶) بازیکن بسکتبال اهل چین بود.